# Hoogveenglanslibel
De hoogveenglanslibel (Somatochlora arctica) is een middelgrote echte libel (Anisoptera), behorend tot de familie van de glanslibellen (Corduliidae). Het is een in Nederland zeer zeldzame soort die voorkomt in levend hoogveen.
De wetenschappelijke naam van de soort werd in 1840 als Aeshna arctica gepubliceerd door Johan Wilhelm Zetterstedt.

## Kenmerken
Het achterlijf van de gevlekte glanslibel is zeer donker glimmend groen en lijkt meestal zwart. Het borststuk is metaalgroen met een gouden glans. De ogen zijn eerst dofbruin, later felgroen glimmend. In het veld is de libel goed te herkennen aan het contrast tussen de felgroene ogen en het donkere lichaam. Het voorhoofd heeft een gele tekening. Mannetjes hebben een vrij slank achterlijf, met een insnoering ter hoogte van segment 3. Het achterlijf is het breedst ter hoogte van segment 6 en heeft een smal geel ringetje op de grens van de segmenten 2 en 3. Het mannetje kan ook herkend worden aan de achterlijfaanhangsels die tangvormig gebogen zijn, als bij een oorworm. Vrouwtjes zijn minder duidelijk ingesnoerd dan de mannetjes. Ze hebben een grote, ronde gele vlek aan beide zijden van achterlijfssegment 3. De legschede is niet duidelijk zichtbaar. De lichaamslengte van volwassen dieren ligt tussen 45 en 51 millimeter.
De larve is 17–20 mm lang. De larven zijn opvallend klein en sterk behaard, zonder rugdoornen.

## Vliegtijd
De vliegtijd van de hoogveenglanslibel is van eind mei tot eind augustus, met de hoogste aantallen in juni en juli.

## Gedrag en voortplanting
Een klein deel van de (laat afgezette) eieren overwintert, maar het merendeel komt voor de winter uit. De larven leven in dichte veenmospakketten, in kleine hoogveenputjes waar open water niet of nauwelijks zichtbaar is. Dit zijn zeer voedselarme plaatsen waardoor het larvenstadium lang duurt. Meestal worden drie winters als larve doorgebracht, soms twee, vier of vijf, waarna ze uitsluipen vanaf eind mei tot eind juli, maar vooral in juni. Pas uitgeslopen dieren vliegen weg van de veenputjes waar ze uit komen en zoeken beschutting in het bos. Ook oudere imago’s zijn niet vaak bij het water aan te treffen en vliegen het grootste deel van de tijd in de beschutting van boompjes in het hoogveen, of langs bosranden aan de rand van het veen. Na een korte glimp verdwijnen de dieren hier vaak uit het oog, zodat het onderscheid met de gevlekte glanslibel (Somatochlora flavomaculata) moeilijk is.
Boven de veenputjes waarin de larven leven, kan van tijd tot tijd een patrouillerend mannetje worden gezien. Ze blijven vaak geruime tijd boven een putje heen en weer vliegen, waardoor ze goed te bekijken zijn. Ook ei-afzettende vrouwtjes kunnen bij de veenputjes gevonden worden. Ze vliegen laag over de vegetatie en verdwijnen met grote regelmaat tussen de sprieten om eitjes af te zetten, waarbij ze opvallend met de vleugels ritselen. De ei-afzetting vindt plaats in de middaguren tijdens warm weer. Het wijfje vliegt hierbij laag over het water met het negende en tiende achterlijfssegment omhoog gebogen en dompelt met intervallen van enkele seconden het uiteinde van het achterlijf in het water. Daarbij worden tien tot twintig eieren tegelijk afgezet; deze verdelen zich in het water en zinken naar de bodem.

## Habitat
De habitat van de hoogveenglanslibel bestaat in Nederland uit levend hoogveen, met kleine veenputten die zijn dichtgegroeid met veenmossen. Het water is slechts enkele tientallen centimeters diep en zuur (pH 4 tot 5).

## Verspreidingsgebied
Het verspreidingsgebied van de hoogveenglanslibel bestaat uit Noordelijk Eurazië tot in Japan. De soort is kieskeurig wat zijn milieu betreft, zodat hij in zijn grote verspreidingsgebied vaak in kleine geïsoleerde gebieden voorkomt. In Europa komt de soort voor in Noord- en Noordoost-Europa en de Alpen. In Midden- en Zuidoost-Europa, Schotland en Ierland komt hij verspreid voor, vooral in bergachtige gebieden. In Nederland liggen enkele populaties in hoogveengebieden in het uiterste oosten van Gelderland en Overijssel, het uiterste zuiden van Noord-Brabant en in Zuid-Limburg. Opvallend is dat alle locaties vlak bij de Duitse en Belgische grens liggen.

## Verwante en gelijkende soorten
Verwarring is mogelijk met de smaragdlibel (Cordulia aenea), de gevlekte glanslibel en de metaalglanslibel (Somatochlora metallica). De smaragdlibel en de metaalglanslibel hebben een minder zwart achterlijf (meer brons of groen). De gevlekte glanslibel heeft een rij gele vlekjes langs de zijkanten van het achterlijf. De mannetjes van de smaragdlibel zijn minder slank en minder zwart en hebben het breedste punt van het achterlijf meer naar achteren liggen. De vorm van de pincetachtige achterlijfsaanhangselen van de mannetjes geeft altijd uitsluitsel. De vrouwtjes van de metaalglanslibel kunnen op achterlijfssegment 2 ook twee vrij grote gele vlekken hebben, maar zijn eenvoudig herkenbaar aan de lange, rechtafstaande legschede.
Binnen Nederland kunnen de larvenhuidjes verward worden met de beekoeverlibel (Orthetrum coerulescens) en de zuidelijke oeverlibel (Orthetrum brunneum). Zoals bij alle korenbouten (Libellulidae) ontbreekt bij genoemde soorten de opvallende middengleuf op het prementum die kenmerkend is voor de glanslibellen. Ook zijn de larven van beide oeverlibellen veel minder behaard. Buiten Nederland kan er verwarring optreden met de larve van de taigaglanslibel (Somatochlora alpestris), die gemiddeld iets groter is en iets minder behaard. Een soort die er ook op lijkt maar uit Nederland is verdwenen is de bronslibel (Oxygastra curtisii). Deze leeft echter in stromend water en niet in hoogveengebieden, en de larve heeft zijdoorns op de segmenten 8 en 9.

## Bedreigingen en bescherming
De hoogveenglanslibel is nog niet beoordeeld op de Rode Lijst van de IUCN. Op de Nederlandse Rode Lijst (2004) gold de soort nog als bedreigd. In 2005 is het soortbeschermingsplan Hoogveenglanslibel verschenen. Door de activiteiten die hierdoor zijn ontplooid, is veel nieuwe kennis van de ecologie van deze soort opgedaan. Ondanks alle activiteiten is de status van de hoogveenglanslibel in de Nederlandse Rode lijst van 2015 veranderd van bedreigd in ernstig bedreigd.